# Hautaufhellung

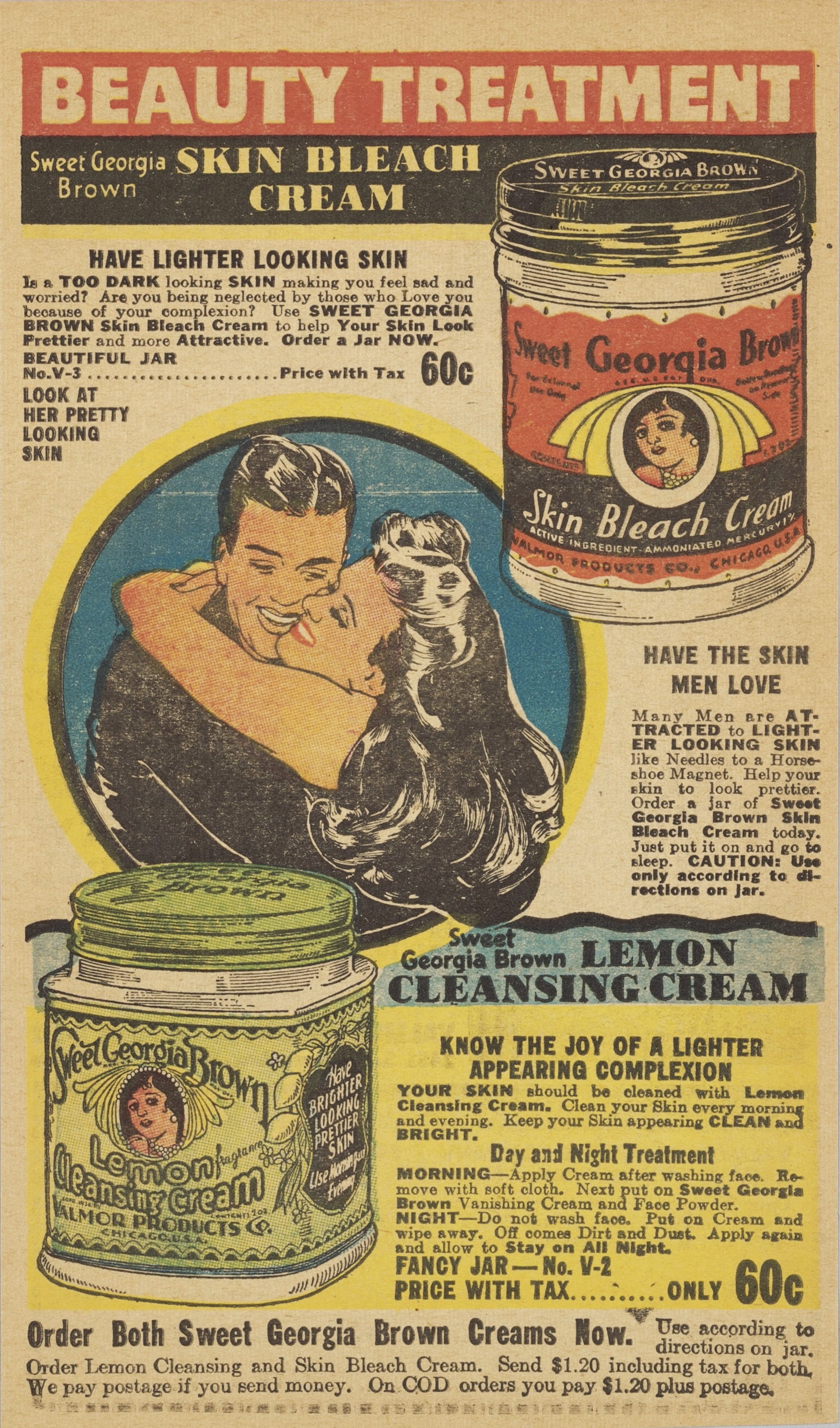
Werbung aus den 1930er Jahren für die Hautbleichcreme und Zitronenreinigungscreme von Sweet Georgia Brown.

Unter Hautaufhellung (auch engl. Skinbleaching) versteht man das Ausbleichen oder Beschichten der menschlichen Haut, um diese zu kosmetischen Zwecken heller zu machen. Mit Hautbleichmitteln, inklusive illegalen und sehr hautschädlichen Mitteln, wurde 2013 bedeutend mehr Geld umgesetzt als mit Bräunungs- und Sonnenschutzprodukten (40 Milliarden, davon nur zwölf Milliarden mit legalen Mitteln, zu zehn Milliarden Dollar). Weltweit sollen bis zu 27 Prozent aller nicht-weißen Frauen Hautaufheller benutzen.

## Geschichte
Eine besonders helle Haut galt in früheren Epochen, etwa zu Zeiten des Kolonialismus in Afrika oder in der Zeit des Absolutismus in Frankreich, oft als Schönheitsideal. Helle Haut wurde mit vornehmer Herkunft verbunden, wahrscheinlich deshalb, weil nur jemand, der sich nicht zur Arbeit ins Freie begeben musste, eine helle Haut behalten konnte. Noch heute spricht man in diesem Zusammenhang von vornehmer Blässe.
Oft wurden dazu Puder und Hautcremes mit hellen Pigmenten (z. B. das giftige Bleiweiß) auf die Haut aufgetragen. Auch gezieltes Meiden der Sonne (z. B. Aufenthalt in Höhlen auf der Osterinsel) wurde praktiziert.
Bekannt ist die Hautaufhellung:
- aus Europa (Pudern des Gesichts in Adelskreisen)
- aus China und Japan
- aus dem Römischen Reich
- von der Osterinsel.

## Hautaufhellung in der europäischen Kosmetik
Hautaufhellende Mittel werden in Form von Stiften und Cremes eingesetzt u. a. gegen
- Pigmentflecken (Altersflecken, Sommersprossen)
- Leberflecken
- ungleichmäßigen Teint
- die dunkel pigmentierte Haut in der Analgegend, das sogenannte Anal bleaching

Neben bleichenden Mitteln kommen hier auch abdeckende Cremes (Camouflage) und Stifte zum Einsatz. Durch eine medizinisch indizierte Hautaufhellung können Entstellungen der Haut weniger sichtbar gemacht werden, und damit dem Betroffenen psychisch geholfen werden. Dauerhafte Hautaufhellung kann auch als ungewollte Folge von Verbrennungen, Verätzungen und kosmetischen Peelingbehandlungen auftreten.
Durch die Unterdrückung der Melaninbildung wird die Haut empfindlicher gegen UV-Strahlen und deren Auswirkungen.
Der in Japan entwickelte Wirkstoff Rucinol beseitigt erstmals die Ursache einer erhöhten Melaninbildung (Hyperpigmentierung).
Einzig zugelassenes Arzneimittel in Deutschland ist die Kombination aus Hydrochinon, Tretinoin und Hydrocortison (Pigmanorm).
Hautaufhellungs-Produkte werden in Deutschland unter der afrikanischen Diaspora in Kosmetikgeschäften für dunkelhäutige Leute vertrieben, obwohl aus medizinischer Sicht das ästhetisch motivierte Aufhellen des kompletten Hauttyps im Lande nicht etabliert ist.

## Hautaufhellung in Afrika und Asien
Mittel zur Hautaufhellung werden von zahlreichen Afrikanern und Asiaten eingesetzt, um sich dem angeblichen gesellschaftlichen Ideal einer möglichst hellen Haut anzunähern. Laut einer im Jahr 2011 veröffentlichten Studie der WHO benutzen in Nigeria 77 Prozent der weiblichen Bevölkerung Hautaufheller. Auch in Togo (59 %), Südafrika (59 %), Senegal (27 %), Mali (25 %) benutzt ein Teil der weiblichen Bevölkerung laut der WHO Studie Hautaufheller. In Ghana, der Elfenbeinküste und Ruanda sind die Bleichmittel gesetzlich verboten. In Indien benutzen etwa 60 Prozent aller Frauen Hautaufheller.
Ziel der Behandlung sind bessere Chancen auf dem Heirats- und Arbeitsmarkt. Die erheblichen Gesundheitsgefahren und Kosten werden dabei in Kauf genommen. Die meisten Anwender bewahren Stillschweigen über das Bleichen ihrer Haut.
Häufig kommen dabei Cremes mit gefährlichen Inhaltsstoffen wie Quecksilber zur Anwendung. Solche Mittel sind zwar durchaus wirksam, können langfristig jedoch sogar zu einer Verdunkelung von Hautstellen und schwerwiegenden Erkrankungen und gesundheitlichen Problemen führen; dazu zählen Wunden durch schwere Verätzungen, Pigmentstörungen, in extremen Fällen auch Nierenversagen, Unfruchtbarkeit und Krebs.

## Eingesetzte Wirkstoffe (Auswahl)
- Tyrosinasehemmer (Arbutin, bestimmte Wirkstoffe aus Gänseblümchen)
- Melaninsynthesehemmer (Rucinol)
- Hydrochinone
- Kojisäure
- Süßholzwurzelextrakt
- Vitamin C
- Quecksilber
- Phenol
- Kortison
- weiße Pigmente wie Bleiweiß, Zinkoxid, Titandioxid